# Евдокия (принцеса)
Евдокия (на латински: Eudocia; * 439; † 471/ 472, Йерусалим) е римска принцеса.

## Биография
Дъщеря е на Лициния Евдоксия и западноримския император Валентиниан III и внучка на източноримския император Теодосий II и на Атиниада.
Евдокия я омъжват на 17 март 455 г. за Паладий, син на император Петроний Максим.
През 455 г. Евдокия, на шестнадест години, е отвлечена от вандалите на Гейзерик при грабежа им в Рим с нейната майка Лициния Евдоксия и нейната сестра Плацидия в Африка. Майка ѝ и по-малката ѝ сестра Плацидия отиват после в Константинопол, а тя остава в Африка.
Евдокия, тригодишна, от 445 г., е сгодена с Хунерик, син и наследник на Гейзерик, през 455/ 456 г. тя се омъжва за него. С Хунерик тя има един син, Хилдерик (* 460 г.), който по-късно става крал на вандалите. През 464 г. или 472 г. тя бяга от своя ариански съпруг в Йерусалим. Там тя умира малко по-късно.